# Набережная Приволжского затона
На́бережная Приво́лжского зато́на — набережная канала имени Варвация в центральной части Астрахани, проходит с северо-востока на юго-запад. Нечётная сторона расположена к востоку от канала, чётная — к западу. Начинается с востока в Кировском районе от набережной 1 Мая у Таможенного моста в створе Адмиралтейской улицы. Пересекает Ташкентскую улицу, улицу Котовского, затем упирается в створ Боевой улицы, далее проходит через площадь Свободы, улицу Генерала Армии Епишева, Амурскую улицу, Днепровскую, Донецкую, Харьковскую, Симферопольскую, Дунайскую, Неманскую, Камскую, Щигровскую, Кутаисскую улицы, улицу Джанибекова, Вологодскую улицу, под Старым мостом — Шемахинскую улицу, улицы Нагибина, Подъяпольского, Тукая, Хасанскую, Липатова и кончается на Крымской улице в Советском районе у протока Царев. На западе в Кировском районе пересекает проспект Губернатора Анатолия Гужвина, Костина и Грибоедова, переулок Островского, Ярославскую улицу, переулок Щёкина, улицу Сен-Симона, 2-й Песчаный переулок, улицу Бехтерева за Старым мостом, заканчивается у протока Царев. 

## История

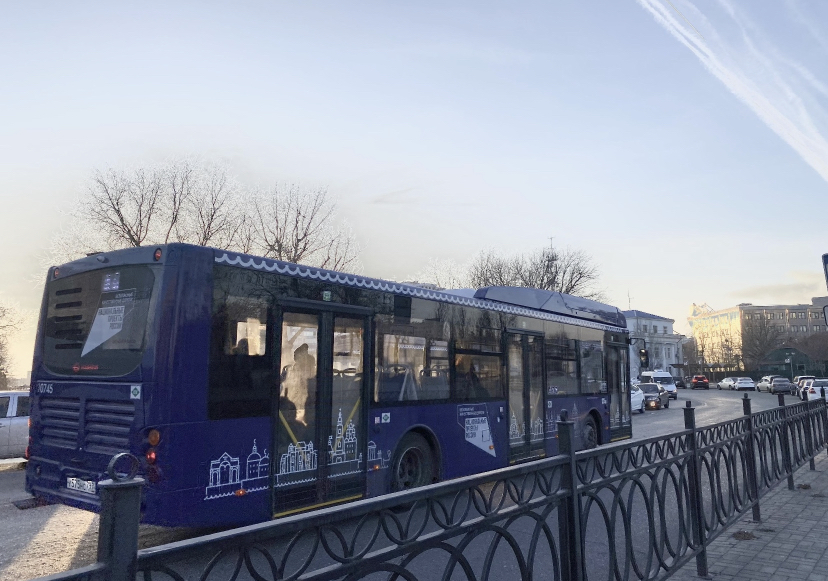
Автобус Volgabus-5270.G4 следует по набережной Приволжского затона, маршрут № М6

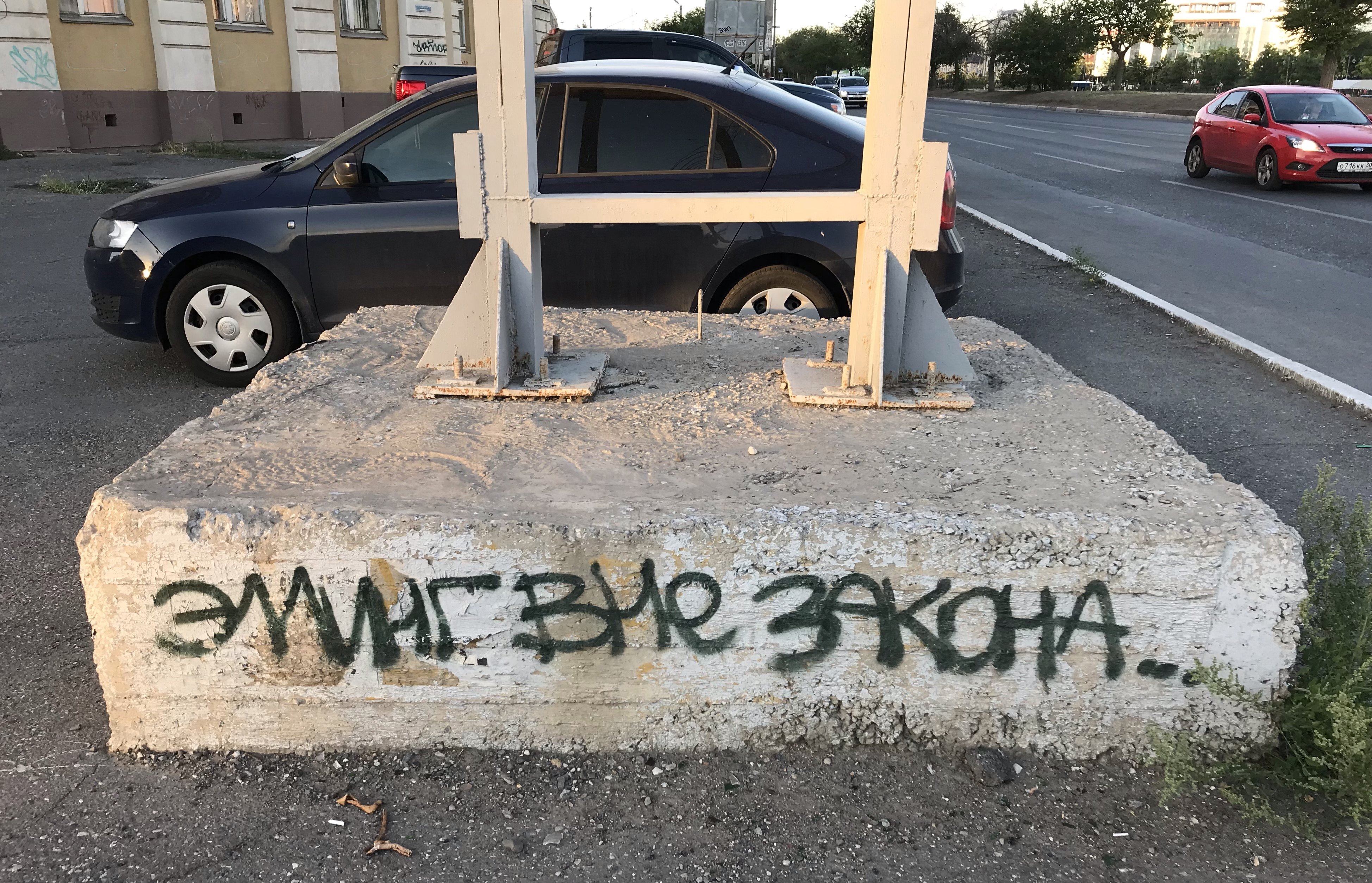
Граффити на набережной в районе Эллинга

В 1837 году набережная получила название Заливная, позднее была переименована в набережную Адмиралтейского затона. В 1920 вновь переименована в честь венгерского коммуниста Тибора Самуэли. В 1924 к набережной Затона Тибора Самуэли присоединена набережная Затона на Эллинге, в 1936 дано современное название.
До 2017 года считалась набережной самостоятельного водоёма под названием Приволжский затон, но затем он был объединён с бывшим Каналом 1 Мая под новым названием Канал имени Варвация. При этом набережная сохранила своё название.

## Застройка
- дом 11 —  памятник архитектуры Здание Мочаловской гостиницы, где в 1904‒1905 гг. проходили собрания членов РСДРП